# Belinda Bozzoli
Belinda Bozzoli (17 de diciembre de 1945 - 5 de diciembre de 2020) fue una autora, académica, socióloga y política sudafricana. Ministra de Educación Superior y Formación (2014-2019); Ministra de Educación Superior, Ciencia y Tecnología (2019-2020) y miembro del Parlamento (MP) de la Alianza Democrática (2014-2020). 

## Infancia y juventud
Bozzoli nació en Sudáfrica, hija de Guerino Renzo y Cora Bertha Bozzoli. Obtuvo su licenciatura y títulos de honor en la Universidad de Witwatersrand y posteriormente, una maestría en Artes y doctorado en Filosofía en la Universidad de Sussex. Fue miembro asociado de la Universidad de Yale (1978-1979).

## Carrera
Bozzoli fue autora de tres libros y fue editora o coeditora de otros cuatro. En total, ha publicado veintiséis artículos.
Se convirtió en vicecanciller Adjunta de Witwatersrand (2002) y presidió la Junta de la Fundación Nacional de Investigación durante un tiempo. Recibió una calificación A de la National Research Foundation en 2006. Bozzoli fue la primera socióloga en ser honrada de esta manera. Bozzoli también fue directora interina de WISER.

## Carrera política
En 2014, se presentó a las elecciones a la Asamblea Nacional de Sudáfrica en el puesto 77 de la lista nacional de la Alianza Democrática. En esas elecciones, Bozzoli ganó un escaño en la Asamblea Nacional. Tras la elección, se convirtió en ministra de educación superior y formación. Fue miembro del Comité de Cartera de Educación Superior y Capacitación y el contacto del fiscal del distrito para la circunscripción de Boksburg West durante el parlamento 2014-2019.
Fue reelegida al Parlamento en 2019. A continuación, Bozzoli se convirtió en ministra para la cartera de educación superior, ciencia y tecnología recién creada.

## Vida personal
Bozzoli falleció de cáncer el 5 de diciembre de 2020. Le sobreviven su esposo, Charles van Onselen, y sus hijos.